# Class America F1
Pour les articles homonymes, voir Class.
 (mai 2008).
Si vous disposez d'ouvrages ou d'articles de référence ou si vous connaissez des sites web de qualité traitant du thème abordé ici, merci de compléter l'article en donnant les références utiles à sa vérifiabilité et en les liant à la section « Notes et références ».
Le Class America F1 - IACC F1 est le premier voilier de type class America construit.

## Historique
Le 4 mars 1990, le Défi français lance en France à Sète, sous la direction de Marc Pajot, le premier Class America de l’histoire de la Coupe de l'America. D’une longueur de 23 mètres et sous une cathédrale de toile allant jusqu’à 665 m2 de voilure au portant.
Huit mois et quelque 21 000 heures de travail ont été nécessaires pour construire le premier Class America depuis la décision, en 1988, de l’International America’s Cup Class (IACC) de créer une nouvelle jauge pour remplacer les 12 MJI. Le premier Class America construit au monde est né et il est français, son nom : F1.
Ce nom de F1 est en fait erroné. Même s'il a été le premier à naviguer, il n'a pas été le premier jaugé. En effet, Ken Mac Alpine et son équipe de jaugeurs avaient mesuré le bateau Italien Il Moro di Venezia avant de venir à Sète pour mesurer le bateau français. Et les numéros sont attribués dans l'ordre du certificat de jauge. Ita1 a été mesuré avant notre F1, qui s'appelle donc en fait F2.
La petite histoire raconte même que lors de régates informelles à Sète an 1989, les Italiens invités par marc Pajot appelaient les Français à la VHF en commençant par : "F2 F2 for Ita1 over ". Ce à quoi imperturbable Marc Pajot répondait : " F1 copy".
Véritable laboratoire d’idées et de technologies, il est l’aboutissement d’un partenariat exceptionnel avec l’aide des bureaux d’études des Avions Marcel Dassault et du Centre national d'études spatiales (CNES). Construit d’après des calculs informatiques qui s’inspirent de ceux utilisés pour la conception du chasseur Rafale et de la navette Hermès, à l’appui d’études hydrodynamiques en bassin de carène réalisées à Paris sur des maquettes à l’échelle 1/3, le F1 crée l’événement.
Alors que les Français construisent deux autres voiliers, les Ville de Paris 1 et 2, l'homme d'affaires américain, Bill Koch (en) fait l’acquisition de F1 dans le but de développer ses Défis.
Le F1 participe au championnat du monde de Class America sous le code voile USA 2. Bill Koch remporte la Coupe de l'America sur America³ (en), le F1 aura contribué à cette victoire.
Quelques années plus tard, le F1 est de retour en France et termine sa carrière au Conservatoire International de la Plaisance de Bordeaux après un passage par la ville de Sète. Le projet de conservatoire est un échec et ferme ses portes. Le F1 est toujours dans la base sous-marine qui abritait l’ancien Conservatoire.
En 2008, 100 Class America auront été construits, depuis l’avènement de cette classe pour l’édition de 1992 de la Coupe de l'America à San Diego, Californie.

## Projet
En 2004, l’association Française « Class America Projet F1 » est fondée par Stéphane Dheygers et quelques passionnés. Son but, restaurer le premier Class America de l’histoire  dans l’espoir de le voir de nouveau naviguer et lui redonner la place qui est la sienne, celle de n°1.